# A. O. Zoss
A. O. Zoss foi um engenheiro americano, tendo sido eleito Fellow da American Association for the Advancement of Science em 1951. Ele trabalhou como consultor técnico para as forças de ocupação dos EUA na Alemanha imediatamente após a Segunda Guerra Mundial.